# 中須町
中須町（なかすちょう）は、愛知県名古屋市中川区の地名。住居表示未実施。

## 地理
名古屋市中川区の中央部に位置する。

### 小字
- 字桜井
- 字辻ノ上
- 字藤六
- 字東流
- 字堀米

## 歴史

### 沿革
- 1889年（明治22年）10月1日 - 愛知郡中須村が合併により、同郡一柳村大字中須となる[1]。
- 1901年（明治34年）2月22日 - 愛知郡御厨村大字中須となる[1]。
- 1906年（明治39年）5月10日 - 愛知郡荒子村大字中須となる[1]。
- 1921年（大正10年）8月22日 - 合併に伴い、名古屋市南区中須町となる[1]。
- 1937年（昭和12年）10月1日 - 中川区編入に伴い、同区中須町となる[1]。
- 1926年（大正15年）9月25日 - 野田町の一部を編入する[1]。
- 1979年（昭和54年）8月19日 - 打出町の一部を編入する[1]。
- 1984年（昭和59年）11月3日 - 野田町・富田町大字前田の各一部を編入する[1]。

その他、打出一丁目・打出二丁目・野田三丁目・野田町にそれぞれ編入されている。

## 世帯数と人口
2019年（平成31年）4月1日現在の世帯数と人口は以下の通りである。
| 町丁   | 世帯数  | 人口    |
| ------ | ------- | ------- |
| 中須町 | 608世帯 | 1,276人 |

### 人口の変遷
国勢調査による人口の推移
| 1995年（平成7年）  | 1,221人 | [ WEB 6 ]  |  |
| 2000年（平成12年） | 1,249人 | [ WEB 7 ]  |  |
| 2005年（平成17年） | 1,242人 | [ WEB 8 ]  |  |
| 2010年（平成22年） | 1,249人 | [ WEB 9 ]  |  |
| 2015年（平成27年） | 1,261人 | [ WEB 10 ] |  |

## 学区
市立小・中学校に通う場合、学校等は以下の通りとなる。また、公立高等学校に通う場合の学区は以下の通りとなる。なお、小学校は学校選択制度を導入しておらず、番毎で各学校に指定されている。
| 字             | 小学校                                    | 中学校               | 高等学校 |
| -------------- | ----------------------------------------- | -------------------- | -------- |
| 中須町         | 名古屋市立荒子小学校 名古屋市立野田小学校 | 名古屋市立一柳中学校 | 尾張学区 |
| 中須町字桜井   | 名古屋市立荒子小学校                      | 名古屋市立一柳中学校 | 尾張学区 |
| 中須町字辻ノ上 | 名古屋市立荒子小学校                      | 名古屋市立一柳中学校 | 尾張学区 |
| 中須町字藤六   | 名古屋市立荒子小学校                      | 名古屋市立一柳中学校 | 尾張学区 |
| 中須町字東流   | 名古屋市立荒子小学校                      | 名古屋市立一柳中学校 | 尾張学区 |
| 中須町字堀米   | 名古屋市立荒子小学校                      | 名古屋市立一柳中学校 | 尾張学区 |

## 交通
- 愛知県道29号弥富名古屋線（八熊通）
- 愛知県道106号鳥ヶ地名古屋線

## 施設
- 名古屋市上下水道局 打出水処理センター

## その他

### 日本郵便
- 郵便番号 : 454-0925[WEB 3]（集配局：中川郵便局[WEB 13]）。

### WEB
1. ↑  “愛知県名古屋市中川区の町丁・字一覧”.   人口統計ラボ. 2019年5月12日閲覧。
2. 1 2  “町・丁目(大字)別、年齢(10歳階級)別公簿人口(全市・区別)”.   名古屋市 (2019年4月22日). 2019年4月23日閲覧。
3. 1 2  “郵便番号”.  日本郵便. 2019年3月17日閲覧。
4. ↑  “市外局番の一覧”.   総務省. 2019年1月6日閲覧。
5. ↑  “中川区の町名一覧”.   名古屋市 (2015年10月21日). 2019年5月12日閲覧。
6. ↑  総務省統計局 (2014年3月28日). “平成7年国勢調査の調査結果(e-Stat) - 男女別人口及び世帯数 －町丁・字等”. 2019年3月23日閲覧。
7. ↑  総務省統計局 (2014年5月30日). “平成12年国勢調査の調査結果(e-Stat) - 男女別人口及び世帯数 －町丁・字等”. 2019年3月23日閲覧。
8. ↑  総務省統計局 (2014年6月27日). “平成17年国勢調査の調査結果(e-Stat) - 男女別人口及び世帯数 －町丁・字等”. 2019年3月23日閲覧。
9. ↑  総務省統計局 (2012年1月20日). “平成22年国勢調査の調査結果(e-Stat) - 男女別人口及び世帯数 －町丁・字等”. 2019年3月23日閲覧。
10. ↑  総務省統計局 (2017年1月27日). “平成27年国勢調査の調査結果(e-Stat) - 男女別人口及び世帯数 －町丁・字等”. 2019年3月23日閲覧。
11. ↑  “市立小・中学校の通学区域一覧”.   名古屋市 (2018年11月10日). 2019年1月14日閲覧。
12. ↑  “平成29年度以降の愛知県公立高等学校（全日制課程）入学者選抜における通学区域並びに群及びグループ分け案について”.   愛知県教育委員会 (2015年2月16日). 2019年1月14日閲覧。
13. ↑  “郵便番号簿 2018年度版” (PDF).   日本郵便. 2019年5月8日閲覧。

### 書籍
1. 1 2 3 4 5 6 7 8 9  名古屋市計画局 1992, p. 817.